# Cementerio Inglés (Málaga)
El Cementerio Anglicano, Cementerio de San Jorge o Cementerio Inglés es un camposanto levantado en el siglo XIX en la ciudad de Málaga, en la comunidad autónoma de Andalucía, al sur de España. Está situado en la Cañada de los Ingleses en el distrito Centro, concretamente en el número 1 de la avenida de Príes. Se trata del primer cementerio protestante de España, construido a partir de 1831. 
Concebido como un jardín botánico dispuesto en bancales mirando al mar, contiene especies exóticas que han ido creciendo a su aire, y monumentos sepulcrales y tumbas con elementos clásicos, neogóticos y modernistas. En el recinto se ubica desde 1850 la capilla de San Jorge, para atender las necesidades espirituales de los comerciantes británicos.
Una de las primeras tumbas que albergó el cementerio fue la Robert Boyd, un joven irlandés liberal que financió la expedición y acompañó al general Torrijos, resultando fusilado junto a él en 1831 en las playas de San Andrés. Además, en él descansan Jorge Guillén, el británico Gerald Brenan y su esposa, la escritora estadounidense Gamel Woolsey, así como las víctimas alemanas del naufragio de la fragata SMS Gneisenau.
Fue declarado Bien de Interés Cultural en 2012.

## Historia
Los antecedentes históricos del inmueble hunden sus raíces en una colonia de extranjeros que procedía de las islas británicas, fenómeno que se vio acrecentado durante el siglo XIX debido a la impronta comercial y emergencia industrial de Málaga, pudiéndose constatar en 1877 la presencia de cerca de 300 personas de origen británico en la ciudad. No obstante, la cuestión religiosa y de enterramiento no estaba solucionada, ya que los que profesaban un credo diferente al católico no podían ser enterrados en sagrado, es decir, en iglesias, conventos y cementerios parroquiales malagueños. Al serles negada la inhumación en suelo sagrado, los entierros se realizaban en la playa, durante la noche, provocando estos rituales importantes focos de insalubridad para la población.
Esta situación perduró hasta 1824, cuando William Mark fue nombrado cónsul del Imperio Británico en Málaga. En 1829, tras superar los inconvenientes de la Junta de Sanidad, el gobernador José Manso y Solà y el cónsul se dirigieron hacia el camino de Vélez-Málaga, y en un terreno baldío de propiedad municipal desde el que se contemplaba el mar, se trazó un espacio cuadrilongo que fue el origen del Cementerio Inglés de Málaga, el primero de credo anglicano erigido en España, gracias a la Real Orden de Fernando VII, dada el 11 de abril de 1830. El célebre escritor danés Hans Christian Andersen narra su visita a este camposanto en 1863 en su libro Un viaje por España.

## Descripción

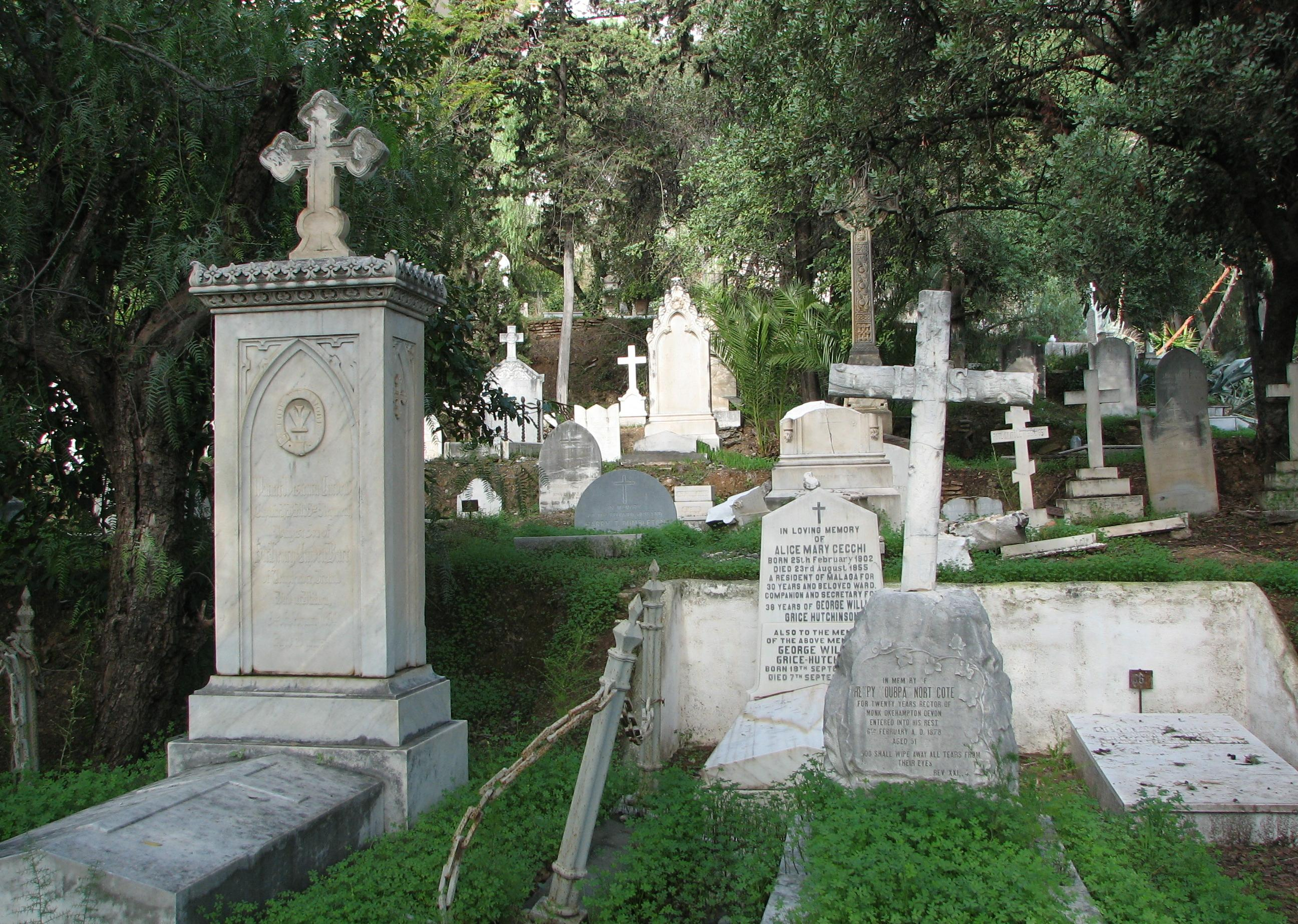
Algunas tumbas del Cementerio Inglés de Málaga.

### Acceso
El Cementerio Inglés es un trapecio que limita al este con la Cañada de los Ingleses; al sur con la Avenida de Príes; al oeste con la calle Ibarra; y al norte con los últimos edificios de la Cañada de los Ingleses. El acceso se realiza por una cancela metálica de doble hoja en la avenida de Príes, a través de una portada flanqueada por dos robustos pilares rematados por esculturas de leones de mármol. Los pilares, elevados sobre almohadillado, se decoran con ventanas ciegas ojivales, polilobuladas, y sencillas placas en las enjutas. La reja de acceso está unida a un pequeño edificio neogótico concebido como casa del guarda, aunque actualmente cumple las funciones de venta de productos típicos de Gran Bretaña. Es un edificio de planta cruciforme que sigue los mismos planteamientos estéticos descritos anteriormente: elevado sobre un sencillo almohadillado y ventanas de arcos ojivales moldurados. Sobre la puerta de acceso se encuentra la fecha de construcción, el año 1856. 

### Primer patio

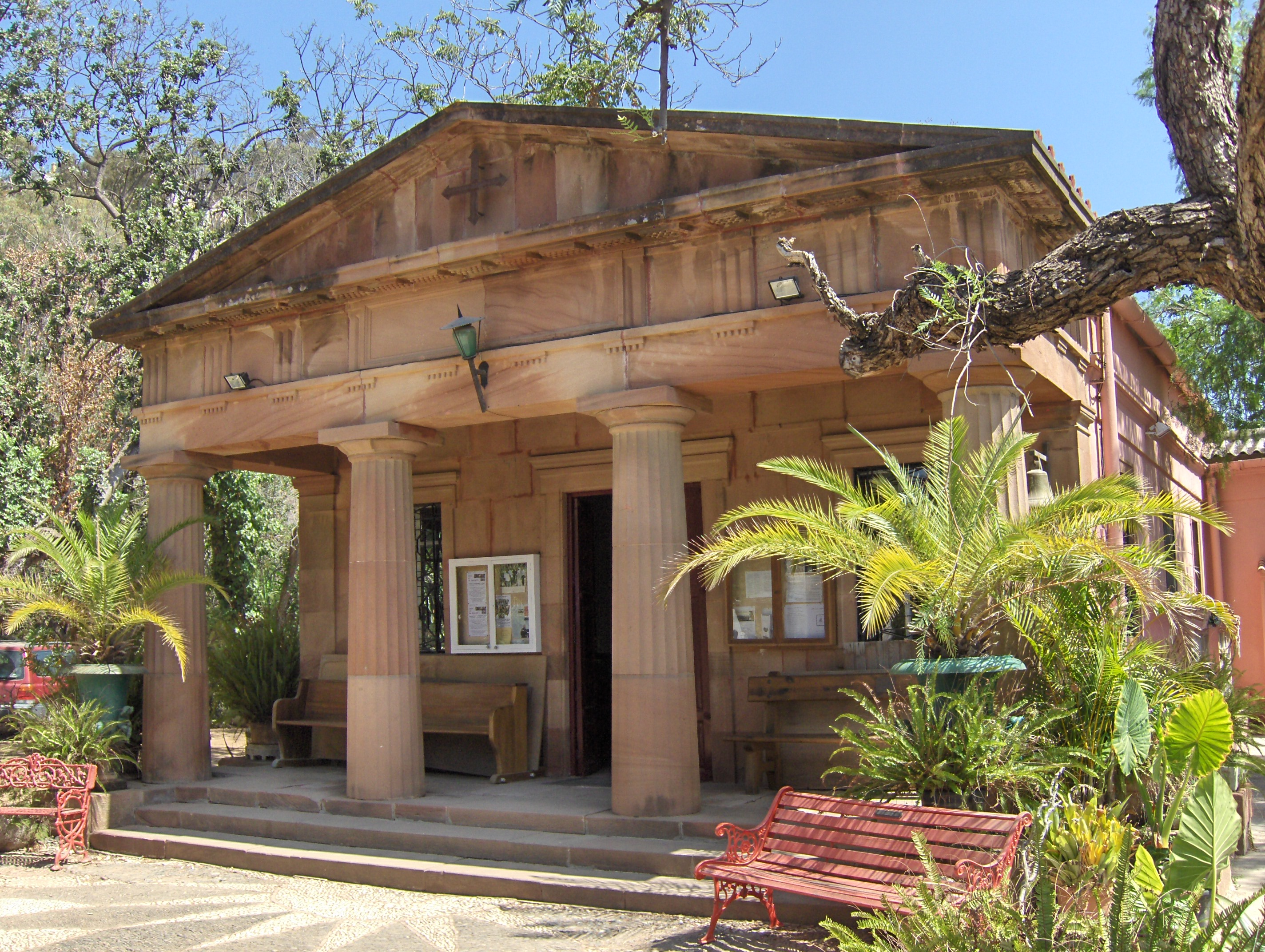
Templo de San Jorge (Saint George).

Por un camino en cuesta y recodo, con arcos naturales formados por árboles curvados conduce al primer patio donde se encuentra un templo dórico tetrástilo, realizado en piedra arenisca rojiza. Este frente de templo clásico da acceso a una sala rectangular y diáfana donde se celebran los oficios religiosos. En esta terraza hay un conjunto de monumentos sepulcrales y tumbas, con rasgos clásicos, neogóticos o modernistas. Entre ellos destaca el de la izquierda, por su diseño clásico, su tamaño y su pertenencia a la familia Mark. En su base figura la inscripción «Erected by his widow» (erigido por su viuda), quien falleció en 1859. Está concebido para que destaque sobre los demás, por lo que se utilizaron una variedad de materiales y una cuidadísima ejecución, pues el monumento porta una considerable carga simbólica. El espacio cuadrado que ocupa está delimitado por cadenas férreas sostenidas en las esquinas por grupos de tres delfines entrelazados con las colas hacia arriba, realizados en hierro fundido. Este animal acuático es considerado como salvador del hombre, y en sentido alegórico es quien transporta las almas al más allá. En el centro se asienta un basamento cuadrado de piedra blanca en el que nuevamente se incrustan placas de piedra gris con diversos epitafios, pues este monumento funerario pasó a convertirse en mausoleo familiar al inhumarse en él la viuda de Mark, su hijo William Penrose y sus nietos. Estas quedan enmarcadas por las pilastras que ocupan los ángulos que sustentan una cornisa con acantos en las esquinas y acanaladuras en su extensión. Se remata con una libre interpretación de frontón curvo cuyo interior acoge decoración relivaria de roleos y semillas de adormidera, alusivas al sueño eterno. El elemento principal de la composición es una columna estriada, que no pertenece a ningún orden concreto, elaborada en mármol rojo, en cuyo derredor se dispone una cinta con la inscripción «VINCIT OMNIA VERITAS» (La verdad vence a todo), clara alusión a la tenacidad de Mark (columna como símbolo de la fortaleza) y al empeño que puso en lograr una causa justa como fue la aprobación del cementerio. Una corona denticulada de mármol blanco, y un basamento circular negro sustentan un motivo recurrente en el lenguaje plástico funerario como es el vaso velado. En esta misma zona se encuentra el mausoleo más escultórico. Representa a un ángel abrazado a una cruz arbórea y dirigiendo una de sus manos hacia arriba señalando el cielo, imagen tan elocuente como efectista que hay que poner en relación con la leyenda que circunda una de las cartelas situada a los pies: «We partit to meet again» (Partimos para encontrarnos de nuevo). Más allá de su significación religiosa representa al personaje que acompaña al alma del difunto en su viaje hacia la otra vida. La figura ciñe sobre su cabeza una estrella de cinco puntas, símbolo que en el ámbito cristiano alude a las cinco heridas que Cristo recibió antes de poder resucitar, pero también expresa su carácter referencial y de guía. La escultura presenta un apreciable nivel de calidad, destacando las diferencias texturales entre la tersura de la piel, la rugosidad de la cruz y el pedestal rocoso, así como el mórbido plegado de sus vestiduras. A los pies de la cruz una azucena simboliza la pureza, virtud que quizás su principal deudo atribuía a su esposa, Annie Plews, a la que alude con su nombre familiar, acentuando así la familiaridad del sentimiento que trasluce en todo el monumento. Dos manos entrelazadas se integran perfectamente con el texto, muy regular y centrado, significando con la perfección de la escritura la perfección de Dios.

### Segunda terraza

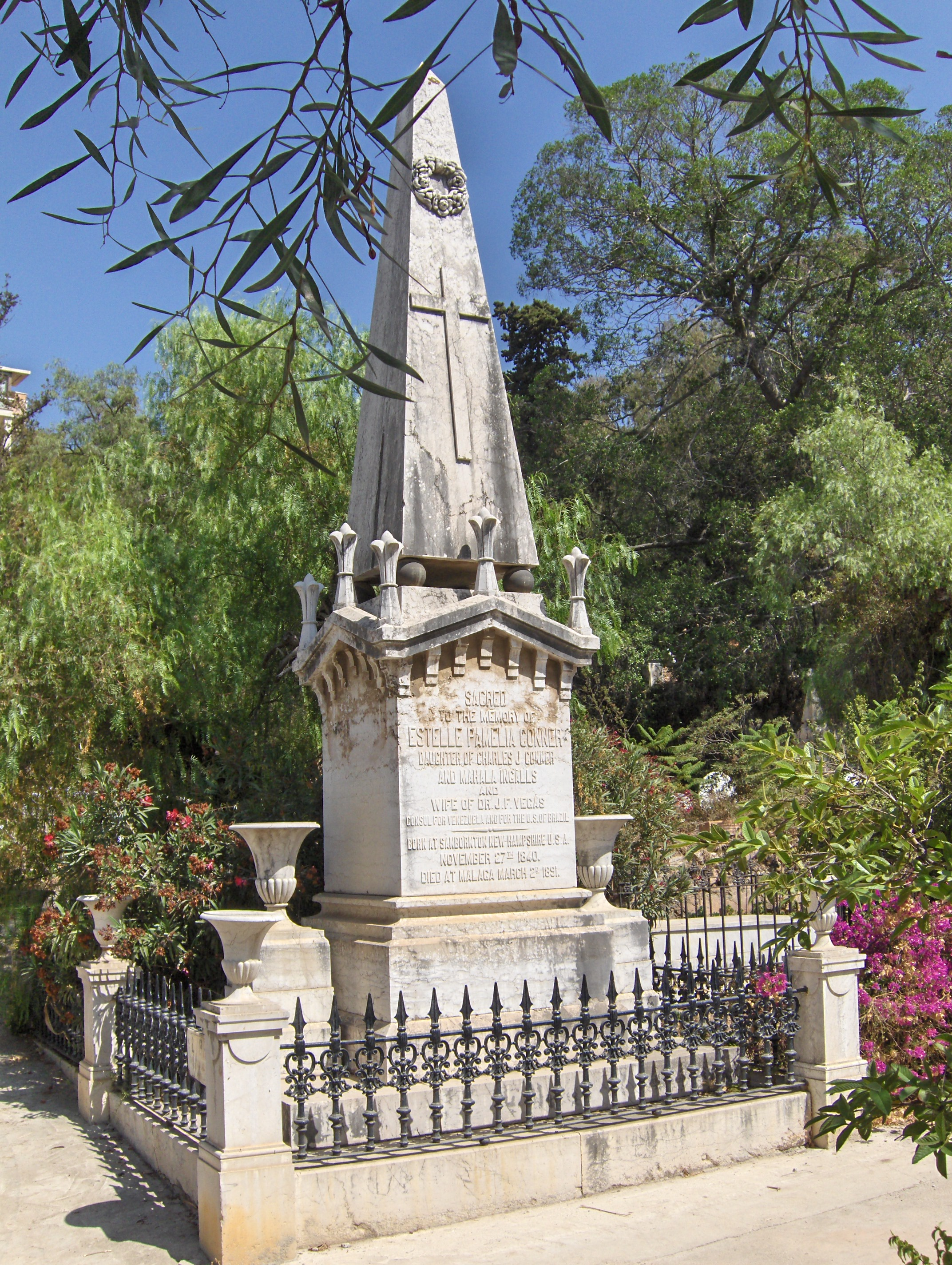
Tumba de 1891.

Siguiendo hacia arriba en dirección al cementerio antiguo llegamos a la segunda terraza. A la izquierda se ubica el monumento funerario de los marinos de la fragata alemana Gneisenau, que naufragó al encallar en las costas de Málaga en 1900. Unos bloques de granito rústicamente agrupados hacen alusión a la escollera fatídica, presididos por una lápida de bronce y otra de mármol con los nombres de los marinos fallecidos. En este mismo lado se encuentra una sencilla tumba en el suelo que acoge los restos de Jorge Guillén, el poeta vallisoletano que quiso morir en Málaga.
De la zona derecha de esta segunda terraza destaca el monumento a Robert Boyd, un sencillo cenotafio coronado por una pirámide que lo recuerda, pues su tumba se encuentra en el recinto primitivo del cementerio, bajo una sencilla lápida. Sin duda es el más romántico de los monumentos debido a la generosa e idealista actitud del joven, que pagó con su vida la lucha por la libertad. Fue años después cuando el panorama político de España permitió homenajear públicamente a quienes murieron por la causa de la libertad, cuando se erigió este monumento funerario. Realizado en mármol blanco, consta de basamento cuadrangular apiramidado con el epitafio, y sobre el mismo una corona de flores con filacterias. Una cornisa decorada con acroteras y palmetones ejerce de separación respecto al obelisco, que apoya sobre cuatro soportes en forma de garra de animal, motivo adoptado de los sepulcros medievales.
Además de esta zona, destacan las tumbas de los militares británicos Wallace Douglas Stranack (Royal Navy), William Francis Calladine y Albert Arthur Ross (Royal Air Force Volunteer Reserve) y el australiano John MacGregor Maughan Patterson (Royal Australian Air Force), fallecidos en las costas de Málaga durante la Segunda Guerra Mundial, y la tumba de Marjorie Grice-Hutchinson (1909-2003), economista británica afincada en Málaga y estrechamente vinculada al Cementerio Inglés. Todas las tumbas están formadas por sencillas lápidas con información sobre las personas allí enterradas.

### Núcleo primitivo

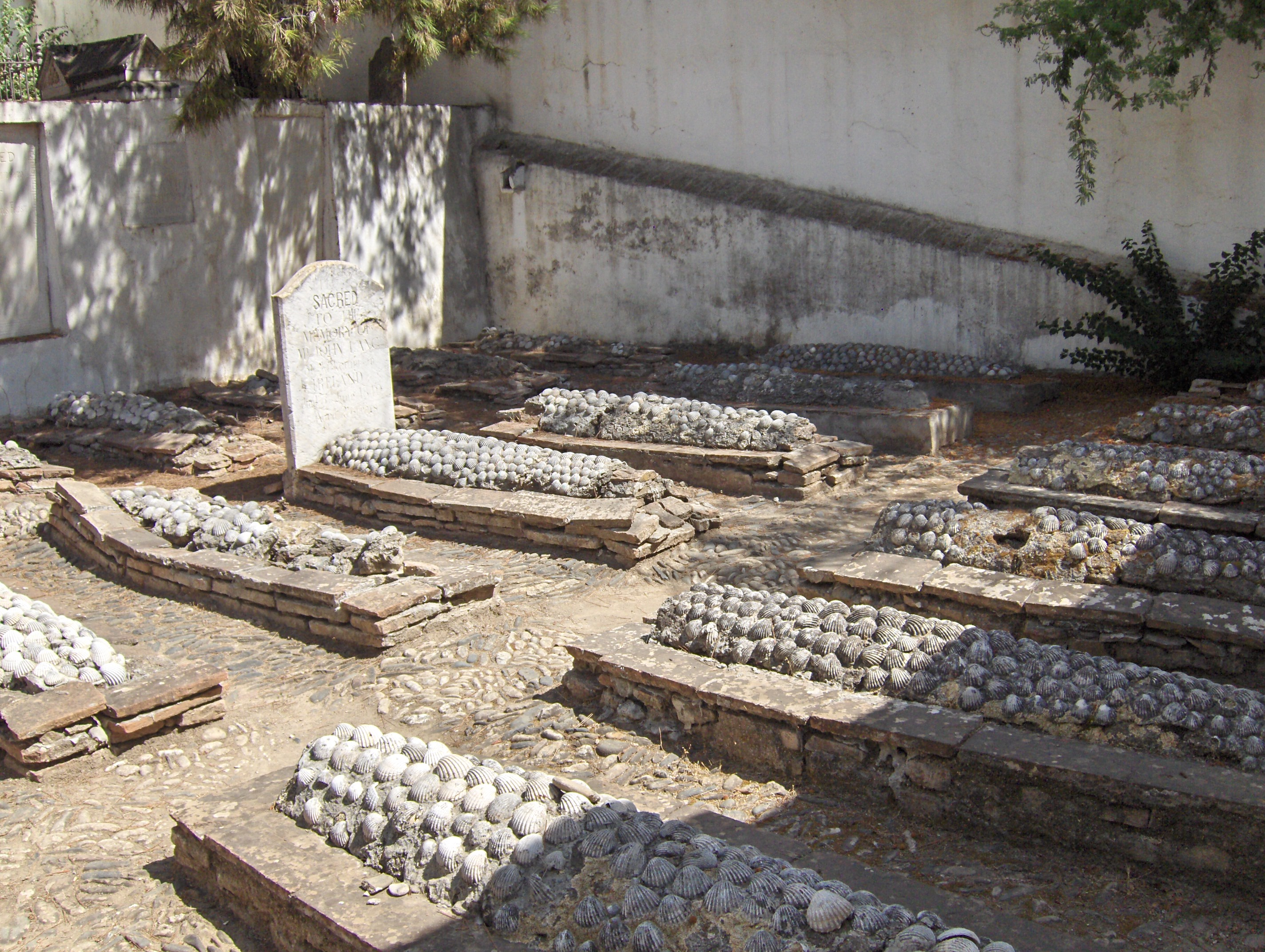
Tumbas de conchas en el Cementerio Inglés de Málaga.

Volviendo al camino, se llega al núcleo primitivo del cementerio, donde se encuentran las tumbas más antiguas recubiertas de conchas, siendo muchas de ellas enterramientos de niños. Situado en la cota superior del cementerio, se encuentra ahora rodeado de tumbas desde que a mediados del siglo XIX se hizo necesario comenzar a inhumar también en el jardín. Se accede al mismo a través de un arco rebajado, sobre cuya clave se colocó una lápida – hoy con la inscripción bastante desgastada – en la que se hace constar la fecha y la autorización real. Como remate fue colocada una sencilla cruz. El mismo muro levantado por William Mark es el que lo separa del resto del camposanto. Una de las primeras tumbas fue la de Robert Boyd. Situada junto al muro, fue colocada en éste la lápida con el nombre y las fechas de nacimiento y muerte, destacando el relieve de la mano de Dios padre sobre una nube en actitud de bendecir. En el muro del fondo se instaló en 1960 una lápida funeraria del siglo XVII procedente de un antiguo convento, adquirida en la comarca granadina de Las Alpujarras por la poetisa malagueña María Victoria Atencia. Sobre ella mandó grabar el poema que le inspiró una de las tumbas del cementerio, la de una niña llamada Violeta ubicada fuera de este recinto. De muy reducidas dimensiones, el epitafio, escrito en francés, tan solo hace destacar el nombre en caracteres capitales y las fechas de nacimiento y muerte: «VIOLETTE 24-XII-1958 y 23-I-1959, ce que vivent les violettes» (Violeta, lo que viven las violetas). El poco tiempo de vida de la niña parece sugerido por la fugacidad de la flor que evoca su nombre.
En los alrededores del cementerio primitivo, en origen zona de jardín y de paseo, se disponen numerosas tumbas entre las que destacan las de Gerald Brenan y su mujer Gamel Woolsey, de sencilla factura.

## Personalidades célebres
- Robert Boyd (1805-1831), militar británico.
- Gerald Brenan (1894-1987), escritor e hispanista británico
- Marjorie Grice-Hutchinson (1909-2003), economista británica.
- Jorge Guillén Álvarez (1893-1984), poeta y crítico literario español.
- Aarne Haapakoski (1904-1961), escritor finlandés.
- Gamel Woolsey (1895-1968), escritora estadounidense.